# 鲁伊·帕特里西奥
鲁伊·佩德罗·多斯桑托斯·帕特里西奥（葡萄牙語：Rui Pedro dos Santos Patrício，發音：[ˈʁuj pɐˈtɾisju]；1988年2月15日—），葡萄牙職業足球員，司職守門員，現效力阿聯酋職業足球聯賽球隊艾阿因。
他的職業生涯主要效力士砵亭，年僅18歲便代表該隊上陣，並已錄得超過300場正式比賽上陣紀錄。2010年首次獲得領隊的徵召而亮相國家隊。

## 球會
出生於萊里亞的柏迪斯奧在年少時擔任前鋒。據報士砵亭的球探在當地目睹他擔任門將的情況，便被吸引住，將當時12歲的他收歸旗下之青訓系統。2006年11月19日，他首次亮相葡超，在第10輪作客1:0小勝馬里迪莫的賽事中上陣，入替時任國家隊首席門將列卡度·彭利拿並在比賽完結前15分鐘撲出一記十二碼。
2007/08球季，列卡度轉會至貝迪斯後，柏迪斯奧擊敗球隊老將泰亞高和新簽入的史杜高域成為球隊正選。2007年11月20日，在1:2不敵曼聯的分組賽中首次出戰歐洲聯賽冠軍盃賽事。
2008年休季期間，柏迪斯奧曾被傳出與意甲班霸國際米蘭扯上關係。但是最終沒有任何事情發生，其後，他在2008年的葡超盃對波圖的決賽中，他撲出盧祖·干沙利斯的十二碼，助球隊以2:0勝出並捧盃。
2009/10球季歐聯外圍賽中，士砵亭對戰川迪，首回合0:0賽和下，次回合球隊戰至94分鐘仍落後0:1，柏迪斯奧與魯卡維斯亞同時接應角球頂中皮球，省中對方守衛彼得·韋斯加賀夫（Peter Wisgerhof）的球鞋而造成烏龍球，士砵亭憑著這球驚險地殺入分組賽圈。
2012年12月20日，柏迪斯奧連續兩年當選士砵亭的年度最佳球員獎項。2014年10月18日，他在對波圖的葡萄牙盃時救出的十二碼，助球隊力保勝局作客3:1淘汰對手晉級。
2018年5月，部分极端士砵亭球迷因对球队战绩感到不满，进而闯入俱乐部训练场，袭击了球员和俱乐部官员，造成多人受伤。之后柏迪斯奧选择与球队解约。2018年6月，英超升班马狼队官方宣布柏迪斯奧加盟球队，签约4年。

### 羅馬
2021年7月13日，帕特里西奧加盟意甲球隊羅馬，簽下了一份為期三年的合約。
2022年5月25日，首次舉辦的欧足联欧洲协会联赛阿爾巴尼亞首都地拉那的科姆伯塔雷竞技场進行決賽，有柏迪斯奧正選上陣的羅馬以1:0小勝飛燕諾封王。

## 國家隊

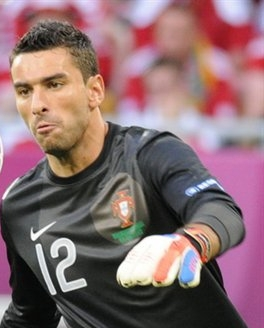
柏迪斯奧代表國家隊上陣

從2007年起，柏迪斯奧便入選葡萄牙U21。在翌年1月29日，國家隊主教練史高拉利徵召他出戰在蘇黎世舉行對意大利的友誼賽，但球隊以1:3落敗兼且他未有落場，5月12日入選2008年歐洲國家盃的葡萄牙大軍名單2但同樣未有出場。
雖然柏迪斯奧並未入選出征南非的臨時2010年世界盃足球賽的名單內，但他入選後補的六人名單當中。2010年11月17日首次代表葡萄牙出賽，在4:0大勝西班牙的友賽中下半場後備入替。
在伊度亞度被其所屬的賓菲加貶為後備之後，柏迪斯奧成為國家隊的一號門將，出戰2012年歐洲國家盃外圍賽的五場賽事，助葡萄牙入選決賽周。他在於波蘭及烏克蘭聯合舉辦的這屆決賽周中悉數擔任正選，上陣5場僅失4球，戰至準決賽才以互射十二碼不敵最終冠軍西班牙出局。
柏迪斯奧在2014年世界盃足球賽再次入選葡萄牙名單當中，並再度成為球隊首席門將，對德國的分組賽中首次亮相世界盃賽事，但球隊卻以0:4慘敗。在第二戰對美國的賽事因傷未有上陣。
在2016歐洲國家盃表現穩定，多次救出險球，協助球隊延至加時從1:0擊敗法國捧盃。

## 榮譽

### 球會
葡萄牙體育
- 葡盃：2006–07、2007–08、2014–15
- 葡超盃：2007、2008、2015
- 葡聯盃：2017–18

 羅馬
- 歐足聯歐洲協會聯賽冠軍：2021–22[11]

### 國家隊
- 歐洲國家盃冠軍： 2016年
- 歐洲足協國家聯賽冠軍： 2018–19[21]

### 個人
- 葡超每月最佳球員：2011年4月
- 葡超每月最佳青年球員：2008年1月、2009年4月、2010年11月、2011年3月、2011年4月
- 葡超年度最佳門將：2011/12
- 士砵亭年度最佳球員：2011、2012

### 勳章
- 功績勳章指揮官級：2016年

## 外部連結
- Zerozero資料及數據[永久]
- 鲁伊·帕特里西奥於ForaDeJogo的個人資料
- PortuGOAL資料 （页面存档备份，存于）
- 鲁伊·帕特里西奥在 National-Football-Teams.com 上的出场纪录
- 鲁伊·帕特里西奥 – FIFA國際賽競賽紀錄 (存檔)
- Soccerway資料庫：鲁伊·帕特里西奥